# Marcel Ndjeng
Marcel Ndjeng est un footballeur germano-camerounais, né le 6 mai 1982. Il évolue au SC Paderborn 07 en tant que milieu de terrain et a opté pour la sélection du Cameroun.

## Palmarès
- Borussia Mönchengladbach
  - Champion de 2.Bundesliga en 2008.